# Ель-Гайда (аеропорт)
Аеропорт ель-Гайда (IATA: AAY, ICAO: OYGD) — аеропорт у місті Ель-Гайда, Ємен.

## Історія
В грудні 2017 року Саудівська Аравія почала розташовувати війська у міжнародному аеропорту Ель-Гайда, як частину інтервенції Саудівської Аравії в Ємені. Після місяців протестів, саудівські сили повернули контроль над аеропортом Ємену у липні 2018 року.

## Авіакомпанії та напрямки
Усі рейси наразі припинені.
| Авіакомпанія  | Пункт призначення  |
| ------------- | ------------------ |
| Felix Airways | Сана (призупинено) |